# ژانگ چونکیائو
ژانگ چونکیائو (انگلیسی: Zhang Chunqiao; ۱ فوریهٔ ۱۹۱۷ – ۲۱ آوریل ۲۰۰۵) سیاست‌مدار، نظریه‌پرداز سیاسی، نویسنده و سیاست‌مدار برجسته اهل چین بود.
او در طی آخرین مراحل انقلاب فرهنگی چین به کانون توجه ملی رسید و عضو گروه رادیکال مائوییسم بود.

## زندگی‌نامه
ژانگ در شاندونگ به دنیا آمد و در در دهه ۱۹۳۰ به عنوان نویسنده کار می‌کرد. در سال ۱۹۳۸ او به حزب کمونیست چین پیوست. او در شانگهای با چینگ ملاقات کرد و به راه‌اندازی انقلاب فرهنگی کمک کرد. ژانگ برای اولین بار در اکتبر ۱۹۵۸ با اثر ("آزادی افکار مالکیت قانونی") به شهرت رسید و سفارش تولید مقاله را در روزنامه خلق داد و شخصاً "یادداشت سردبیر" را نوشت که به مقاله "یادداشت سردبیر" ضمیمه شده‌بود.